# Daniel Holzer
Daniel Holzer (18 agosto 1995) è un calciatore ceco, centrocampista del Baník Ostrava.

## Caratteristiche tecniche
Ala sinistra mancina, può giocare nel medesimo ruolo sulla fascia opposta o come centrocampista centrale.

## Carriera
Prodotto delle giovanili del Banik Ostrava, nel 2012 entra in prima squadra, giocando con continuità nella stagione 2013-2014. Holzer ha giocato per la nazionale ceca fin dalla categoria U16. Nel giugno 2017, l'allenatore Vítězslav Lavicka lo ha portato agli Europei U21 in Polonia. La squadra ceca si è classificata quarta nel gruppo C. Il 6 settembre 2020 ha ricevuto la sua prima convocazione nella nazionale ceca per la partita di Nations League contro la Scozia. È stato aiutato dalla quarantena forzata della prima squadra che ha giocato la partita contro la Slovacchia.